# Février 1900

## Événements

### 1erfévrier 1900
- Allemagne, société : les mineurs se mettent en grève pour exiger une hausse des salaires et une réduction du temps de travail. C'est un échec.
- Espagne, peinture : première exposition personnelle de Pablo Picasso (des portraits) au cabaret Els Quatre Gats, fondé par Pere Romeu et Ramon Casas dans le quartier gothique de la vieille ville de Barcelone.
- France, littérature / presse : André Gide tient la chronique des livres dans la Revue blanche.

### 2 février 1900
- France, opéra-comique : création à l'Opéra-Comique, à Paris, de Louise, roman musical en cinq tableaux de Gustave Charpentier, livret du compositeur, avec Marthe Rioton, Blanche Deschamps-Jéhin, Adolphe Maréchal et Lucien Fugère. Mise en scène d'Albert Carré. Décors de Lucien Jusseaume, sous la direction musicale d'André Messager.

### 5 février 1900
- France, politique : Armand Fallières est réélu président du Sénat.
- Royaume-Uni / États-Unis, politique : signature du traité Hay-Pauncefote qui donne aux États-Unis le droit exclusif de construire un canal à travers l'isthme du Nicaragua.

### 6 février 1900
- Belgique, musique : au Vauxhall, à Bruxelles, Gabriel Fauré interprète, avec le concours du violoniste Jacques Thibaud, certaines de ses œuvres dont le 2e Quatuor pour piano et cordes et la Sonate pour violon et piano, op.13.
- États-Unis, politique : le Sénat des États-Unis ratifie l'accord passé à la conférence de La Haye, en 1899, pour l'institution d'une Cour internationale de justice.

### 7 février 1900
- Russie, danse : création au théâtre de l'Ermitage, à Saint-Pétersbourg, du ballet les Saisons. Musique d'Alexandre Glazounov, chorégraphie de Marius Petipa, avec Anna Pavlova, dont c'est le premier rôle comme membre du Ballet impérial, et Mathilde Kschessinska.

### 8 février 1900
- France, Martinique, luttes sociales: Fusillade devant l'usine du François par la gendarmerie sur des grévistes: 10 morts.

### 9 février 1900
- Sport, tennis: Création de la Coupe Davis par le tennisman américain Dwight Davis.

### 10 février 1900
- L'Allemagne renforce sa flotte de guerre : de source sûre, en provenance de l'état-major, il apparaît que l'Allemagne bâtira, dans la période de 1901 à 1917, quarante-six cuirassés qui viendront s'ajouter aux sept navires construits de 1898 à 1901. L'Allemagne possèdera donc cinquante-trois cuirassés de premier rang en 1917.
  - Triplée en vingt ans :
    - En fait, cette flotte de cinquante-trois unités sera disponible dès 1909, date à partir de laquelle ne seront construits que des bâtiments destinés à remplacer les anciens. Le nombre de torpilleurs et de canonnières sera lui aussi accru.
    - Tandis qu'en 1897, la marine allemande comptait dix-sept mille officiers et matelots, elle en comptera cinquante-trois mille en 1916. Ces chiffres correspondent exactement à l'augmentation des navires et on peut dire, par conséquent, qu'en vingt ans, la flotte allemande, si le plan naval est adopté dans ses grandes lignes, aura été plus que triplée.
    - Ce nouveau projet de l'Empereur place notre flotte en position de faiblesse. Il faut nous y résigner, prendre des mesures en conséquence, ou admettre notre future infériorité; mais, en aucun cas il ne faut dire: "Nous avons bien le temps de nous retourner d'ici à 1917".
- France
  - histoire : à Paris, de grandes affiches rouges annoncent la mise en vente de fascicules hebdomadaires Histoire socialiste. Jean Jaurès, qui en assure la direction, signe, dans le premier feuillet, l'article sur les trois assemblées révolutionnaires.

### 12 février 1900
- Russie, politique : après avoir accompli une peine de trois ans de résidence surveillée, en Sibérie orientale, Vladimir Ilitch Oulianov, dit, plus tard, Lénine, s'installe à Podolsk, avant de faire publier Le développement du capitalisme en Russie, qu'il a écrit pendant sa détention.

### 13 février 1900
- Allemagne, Royaume-Uni et États-Unis, politique : les trois États signent un traité en vue du partage des îles Tonga et Samoa, dans le Pacifique sud.
- France, littérature / presse : Marcel Proust signe, dans le Figaro, un article sur les Pèlerinages ruskiniens en France.

### 15 février 1900
- France
  - littérature, théâtre : Paul Hervieu est élu à l'Académie française.
  - musique : à Paris, un deuxième concert est donné en l'église Saint-Eustache. Au programme : des extraits de Mors et vita de Gounod et le Requiem de Berlioz, qui n'avait pas été exécuté depuis 1878.

### 16 février 1900
- Angleterre, théâtre : début d'une saison Shakespeare au Lyceum Theatre à Londres, organisée par Frank Benson. Au programme : Henry IV, Le Songe d'une nuit d'été (avec Isadora Duncan), Hamlet, Richard II et Antoine et Cléopâtre.

### 17 février 1900
- Allemagne, opéra: première de «Kain», opéra de Eugen d'Albert à Berlin.

### 18 février 1900
- Italie, philosophie : le philosophe italien Benedetto Croce présente, à Naples, ses thèses sur l'Esthétique comme science de l'expression.

### 19 février 1900
- France, opérette : création, aux Bouffes-Parisiens, à Paris, de la Belle au bois dormant, musique de Charles Lecocq,  livret d'Albert Vanloo et Georges Duval.

### 21 février 1900
- Belgique, théâtre : création à Bruxelles, de la pièce Le Cloître d'Emile Verhaeren.

### 22 février 1900
- Angleterre, peinture : Claude Monet s'installe à Londres (jusqu'en avril). Il y peindra notamment les ponts de la Tamise et le Parlement.
- États-Unis, comédie musicale : première, à Broadway, d'Aunt Hannah, musique d'A.Baldwin Sloane, livret de Mathew J.Royal, avec John Bunny et Agnes Findlay.
- France
  - théâtre : première, au théâtre du Gymnase, à Paris, de la pièce le Pain de ménage de Jules Renard, précédée d'une conférence de Tristan Bernard sur l'auteur.
  - automobile : la course des Touristes, Pau-Peyhehorade et retour (140 kilomètres), est remportée, dans la catégorie des véhicules de plus de 400 kilos, par Pacault sur Peugeot.
- Italie, opéra : création, à Venise, de La Cenerentola, féerie d'Ermanno Wolf-Ferrari. C'est un échec.
- Russie, danse : création au théâtre de l'Ermitage, à Saint-Pétersbourg, des Millions d'Arlequin. Musique de Drigo, chorégraphie de Marius Petipa, avec Mathilde Kschessinska.

### 23 février 1900
- Pologne / Russie, politique : dans la nuit du 22 au 23, la police secrète russe, l'Okhrana, arrête Józef Piłsudski, son épouse et deux militants socialistes, à l'imprimerie clandestine du journal socialiste Robotnik. Le même mois, est également arrêté Feliks Dzierzynski, fondateur du parti social-démocrate de Lituanie, qui vient de fusionner avec celui de Pologne

### 25 février 1900
- France, société : un incendie se déclare à Saint-Ouen dans les docks à alcool (docks de Saint-Ouen). Il ne sera maîtrisé que le lendemain dans la nuit, après avoir fait d'énormes dégâts et blessé plus de 130 pompiers.
- France, automobile : arrivée de la deuxième course automobile organisée à Pau, la Semaine de Pau.

### 27 février 1900
- Afrique du Sud / Grande-Bretagne, politique : le général boer, Piet Arnoldus Cronje, vaincu à la bataille de Paardeberg, se rend aux forces britanniques de lord Roberts. La ville de Kimberley, assiégée depuis 1899, est libérée.
- Canada : Charles Augustus Semlin est démis de ses fonctions de premier ministre de la Colombie-Britannique.
- Grande-Bretagne, politique : à l'issue d'une conférence réunie à Londres, les rêprésentants des syndicats et des formations d'inspiration socialiste, fondent le LRC (Labour Representation Committee). Formé de sept trade-unionistes, de deux représentants de l'ILP (Parti travailliste indépendant), d'un membre de la société fabienne, l'organisation (futur parti travailliste) choisit Ramsay Mac Donald comme secrétaire général et se donne pour tâche de présenter des candidats aux élections.
- Perse / Russie, politique : le gouvernement russe envoie une canonnière dans le golfe Persique.
- Football: Création du MTV Munchen qui deviendra en 1923 le Bayern Munich.

### 28 février 1900
- Afrique du Sud / Grande-Bretagne, politique : la Russie propose à la France et à l'Allemagne d'intervenir collectivement auprès de la Grande-Bretagne pour mettre fin à la seconde guerre des Boers.
- Allemagne, société : dans le grand-duché de Bade, les femmes obtiennent le droit de suivre l'enseignement de leur choix dans les établissements supérieurs spécialisés (Hochschule).
- Canada : Joseph Martin devient premier ministre de la Colombie-Britannique.
- France, médecine / physique : à Paris, le physicien et médecin français, Arsène d'Arsonval, présente les nouvelles améliorations apportées à l'appareil utilisé pour l'arsonvalthérapie (méthode de traitement médical utilisant de l'électricité à très haute fréquence). Cet appareil peut désormais être connecté à un tube de rayons X.

## Naissances
- 1er février :  Théodore, Jean Gerhards dit Théo, résistant français alsacien († 29 octobre 1943).
- 2 février : Oscar Behogne, homme politique belge († 13 décembre 1970).
- 4 février : Jacques Prévert, poète français († 11 avril 1977).
- 5 février : Adlai Stevenson, homme politique américain († 14 juillet 1965).
- 11 février : Hans-Georg Gadamer, philosophe allemand († 13 mars 2002).
- 16 février : Jean Nohain, présentateur et producteur radio et télévision († 25 janvier 1981).
- 21 février : Madeleine Renaud, actrice française († 23 septembre 1994).
- 22 février : Luis Buñuel, réalisateur espagnol († 29 juillet 1983).

## Décès
- 7 février: Adolphe de Rothschildt, banquier britannique (° 21 mai 1823).
- 14 février : Giovanni Canestrini, naturaliste italien (° 26 décembre 1835).
- 15 février : Karl Theodor Robert Luther, astronome allemand (° 16 avril 1822).